# Gaichtpass
Der Gaichtpass oder Gachtpass ist ein 1093 m ü. A. hoher Talpass im Bundesland Tirol in Österreich.
Er verbindet das Lechtal bei Weißenbach am Lech mit dem Tannheimer Tal bei Nesselwängle. Über den Gaichtpass verläuft die Tannheimer Straße B199 von Weißenbach vorbei am Haldensee und über Tannheim zum Oberjochpass in Deutschland; die dortige Fortsetzung nach Bad Hindelang ist die B 308.
Die eigentliche Passhöhe mit der Wasserscheide zwischen dem Lech und seinem zweitgrößten Nebenfluss Vils befindet sich zwischen Nesselwängle und dem Haldensee auf rund 1150 m Höhe ⊙.

## Geschichte
Bis ins sechste Jahrhundert wurde der Gaichtpass von den Römern als Wegverbindung zur Garnison Brigantium (Bregenz) verwendet, im Mittelalter wurde der Weg als Saumpfad zu einer wichtigen Handelsroute, auf der in erster Linie Salz und Wein transportiert wurden. Im Ort Gaicht steht noch heute ein auf das 12. Jahrhundert datierter Salzstadel.
Der Saumpfad wurde 1550 zur Straße ausgebaut, es folgte eine Straßensperre mit einem Fort, das Österreich gegen das Allgäuer Hindelanger Tal sperrte. Das Fort wurde im 17. Jahrhundert erweitert und 1744 verstärkt. Kaiser Joseph II. ordnete 1782 den Verkauf aller Tiroler Befestigungsanlagen außer Kufstein an, die Festung wurde aufgelassen, das Wächterhaus versteigert. Während der Napoleonischen Kriege wurde die Festung 1796 wieder instand gesetzt. Mitte des 18. Jahrhunderts brannte sie ab, heute sind nur noch einige Mauerreste erhalten.
Die alte, heute nur noch als Pfad bzw. Weg benützbare Route führte damals zunächst entlang dem Talboden und erst im nördlichen Tal in die Bergflanke. Die Straße bot nur einem Zugpferd Platz, es wurden dafür bis zu drei Pferde hintereinander gespannt. 1661 wurden 15.850 Fässer Salz über den Gaichtpass verfrachtet.
Anfang des zwanzigsten Jahrhunderts wurde die Trasse verlegt und eine Straße gebaut, die das schluchtartige Weißenbachtal in der nordöstlichen Talflanke etwa 150 m über dem Talgrund umgeht. 1957 wurde die Straße abermals erweitert.
Die 1912 erbaute Gemstalbrücke wurde zusammen mit der Lechbrücke in Lechaschau am 29. April 1945 von der zurückweichenden Wehrmacht gesprengt. 1979 wurde die neue Brücke fertiggestellt.

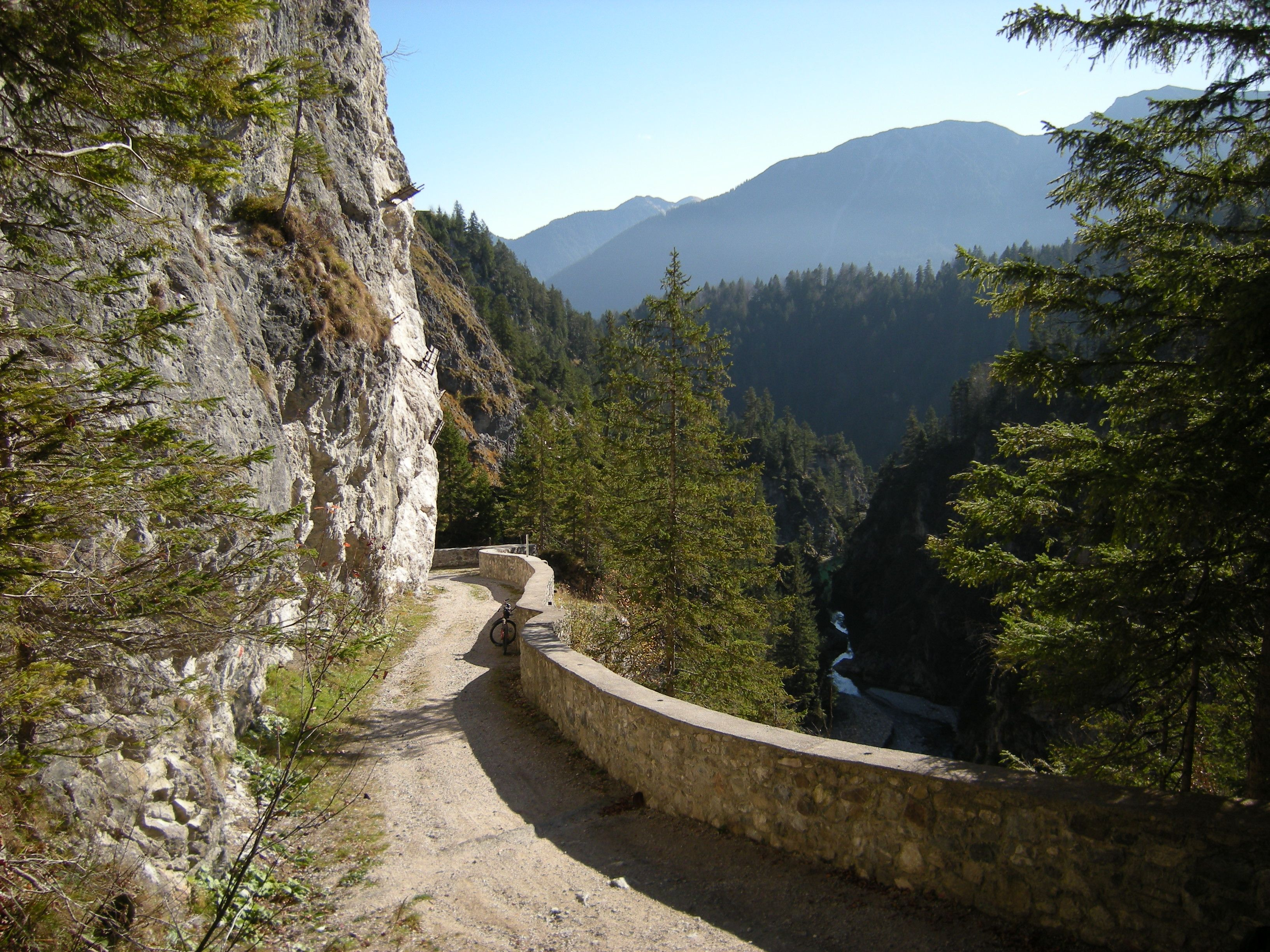
Alter Gaichtpass
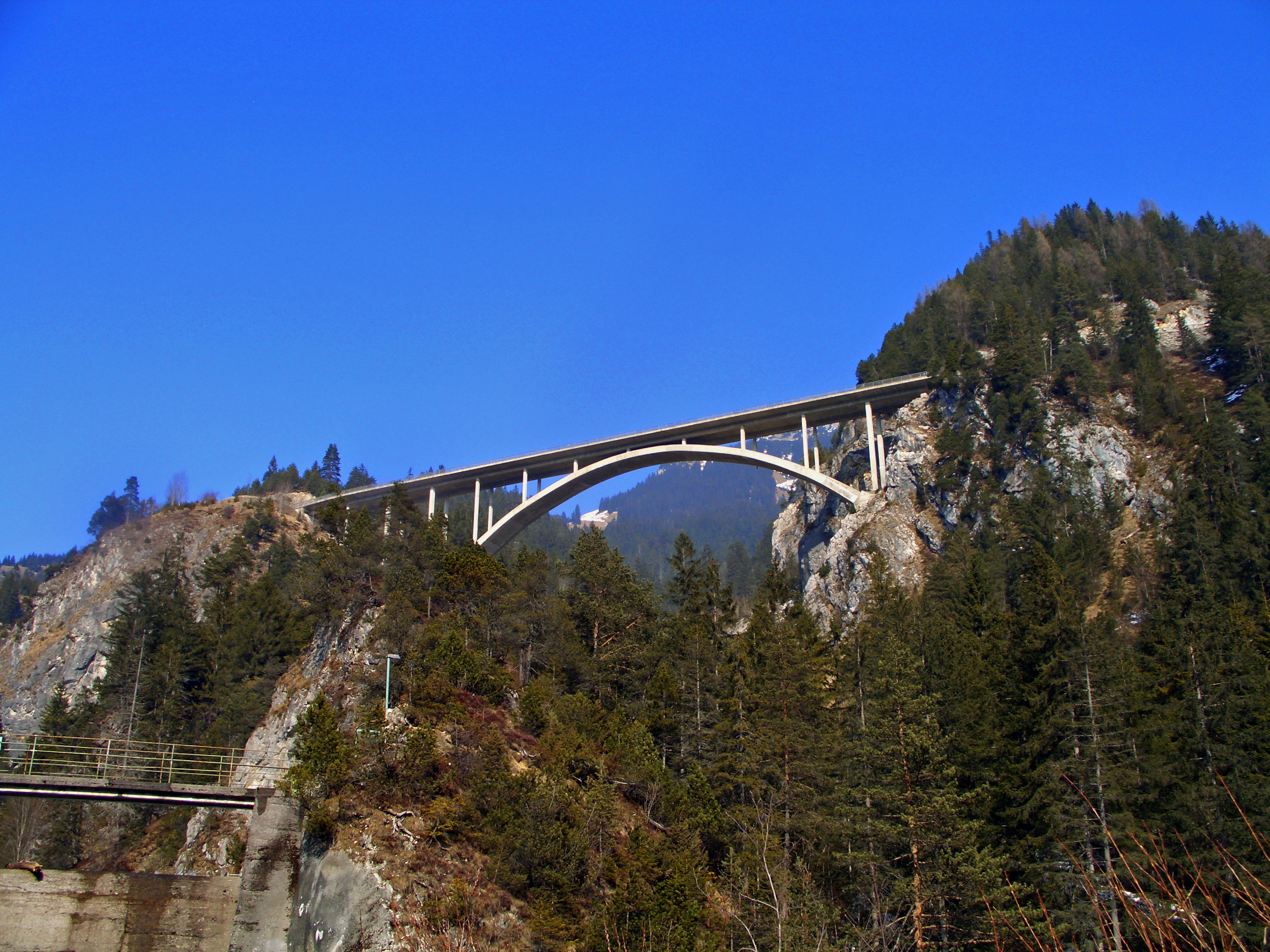
Gemstobelbrücke